# Make It Rain
«Make It Rain» — песня американского рэпера Pop Smoke. Она вышла 12 июня 2020 года в качестве ведущего сингла с дебютного посмертного студийного альбома Shoot for the Stars, Aim for the Moon. В песне звучит вокал рэпера Роуди Ребела, чей куплет был записан по телефону, так как в то время он находился в тюрьме.

## История
Песня знаменует собой первый релиз Pop Smoke после его смерти в феврале 2020 года. Впервые трек был анонсирован за день до его выхода, 11 июня 2020 года, менеджером рэпера, Стивеном Виктором, который объявил о задержке дебютного альбома и вместо этого выпустил «Make It Rain» в качестве лид-сингла в день, когда альбом был первоначально запланирован к выпуску. Виктор заявил, что из уважения к протестам Джорджа Флойда «мы решили задержать выпуск его альбома из уважения к движению». Виктор также смог основать свой собственный фонд, некоммерческую организацию, которая занимается поддержкой чернокожей молодежи через усилия по регистрации избирателей и программы помощи, направленные на наставничество и эмоциональную поддержку. В анонсе песни сообщалось о загадочном участнике трека, которым в итоге оказался Роуди Ребел, член команды Бобби Шмурды GS9. Ребел находится в заключении с 2014 года, после того, как полиция Нью-Йорка задержала всю группу SG и предъявила им обвинения в преступлениях, связанных с бандой. Таким образом, куплет Ребела был записан по телефону.

## Композиция
«Make It Rain» был спродюсирован Yamaica. В песне передан фирменный стиль Pop Smoke — дрилл. Люк Уэллс из Soundigest отметил, что песня «придерживается его [Pop Smoke] фундаментальных корней веселого хип-хопа с заразительным, молотящим ритмом, подчеркнутым глубоким, рокочущим вокалом. Его голос идиосинкразичен — отчетлив до безошибочности.».

## Критика и оценки
Джейсон Липшутц из Billboard включил песню «Make it Rain» в список самых важных релизов недели, назвав ее «классическим Pop Smoke, с сокрушающим стены битом и достаточным количеством самоуверенных текстов для того, чтобы хриплый голос рэпера стал незабываемым». Липшутц считает, что «если слушать песню в контексте слишком короткой карьеры, то это будет неприятно, но „Make It Rain“ также запечатлевает Pop Smoke в его самый триумфальный момент, и это подходящая поза». Том Брейхан из Stereogum оценил трек как «чудовищный дрилл-трек, который не кажется полуфабрикатом», а также счел, что это «настоящее горько-сладкое удовольствие снова услышать потрясающий хрипловатый голос Попа». Люк Уэллс из Soundigest выразил схожее мнение, сказав: «Обычно посмертные релизы означают снижение качества, но в случае с „Make It Rain“ это не так». Шелдон Пирс из Pitchfork высоко оценил песню, написав: «Посмертные релизы часто приносят убытки, но здесь Pop Smoke сохранил ту интенсивность, которая сделала его великим». Пирс назвал куплет Роуди Ребела «вызывающим и бескомпромиссным» и отметил отличительные черты Попа Смоука: «Что действительно отличает Pop Smoke от других местных дрилл-рэперов, так это громовой голос; его характер по-прежнему кажется грубым, суровым и неизменным. Продюсирование от Yamaica трепещет, как и все самые грозные дрилл-биты, но его рифмы пробиваются сквозь суматоху. Он читает рэп так, будто его невозможно остановить, и звучит он так же». При оценке в 4/5 звезд The Musical Hype похвалил «потрясающий продакшн» Yamaica, заявив, что «синтезаторы просто адские, а бит отлично держит ритм», и похвалил Pop Smoke за то, что он «охренеть какой жёсткий. Его рифмы жёсткие и неапологетичные», признавая при этом, что хотя куплет Роуди Дебела не отличается качеством, несмотря на то, что он был записан на телефон, он все равно звучит «грозно». Натану Уиттл-Оливьери из Earmilk особенно понравилось производство песни: «призрачный, голый инструментал позволяет вокалу сиять, хук за хуком, созревшем в абразивности и индивидуальности. Голландский битмейкер и продюсер Yamaica позволяет мерцающим синтезаторным партиям сотрясать взрывным басом в том, что кажется полностью идеальном треком, завершенным до смерти Смоука».

## Музыкальное видео
Вместе с песней было выпущено видео в стиле 3-D. 15 июля 2020 года вышло лирик-видео.

## Чарты
| Чарт (2020)                           | Высшая позиция |
| ------------------------------------- | -------------- |
| Австралия (ARIA)                      | 73             |
| Канада (Billboard Canadian Hot 100)   | 35             |
| Новая Зеландия (RMNZ Hot Singles)     | 11             |
| Великобритания (OCC UK Singles)       | 73             |
| США (Billboard Hot 100)               | 49             |
| США (Billboard Hot R&B/Hip-Hop Songs) | 21             |
| США (Rolling Stone Top 100)           | 23             |